# Meridianplan
Meridianplanet avser vanligen det tänkta plan som innehåller såväl den geodetiska meridianen som den astronomiska meridianen på en planet. Det är vinkelrätt mot horisontalplanet och skärningslinjen dem emellan kallas "middagslinjen" Middagslinjen är tangenten till jordytan i meridianplanet och definierar den sanna nord-syd-riktningen för tangeringspunkten. Meridianplanet för en punkt på jorden innehåller, förutom punkten själv, dess zenit, nadir, nordpunkt och sydpunkt, jordaxeln, båda geodetiska polerna och de båda himmelspolerna.
En punkt på jordytan ligger även i ett (geo)magnetiskt meridianplan, vilket avser det vertikala plan som en fritt hängande, perfekt balanserad, magnet inrättar sig efter. Vinkeln mellan de magnetiska och geodetiska meridanplanen i punkten kallas magnetisk deklination eller "kompassens missvisning".  Den fritt hängande magnetens vinkel i förhållande till horisontalplanet kallas inklination.
Meridianplanen följer jorden i dess rotation kring sin egen axel.

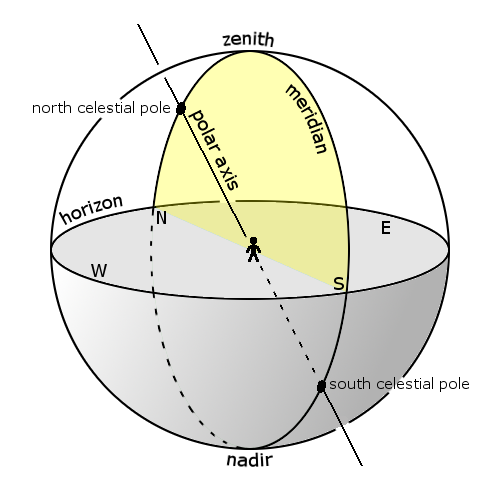
Astronomisk meridian.
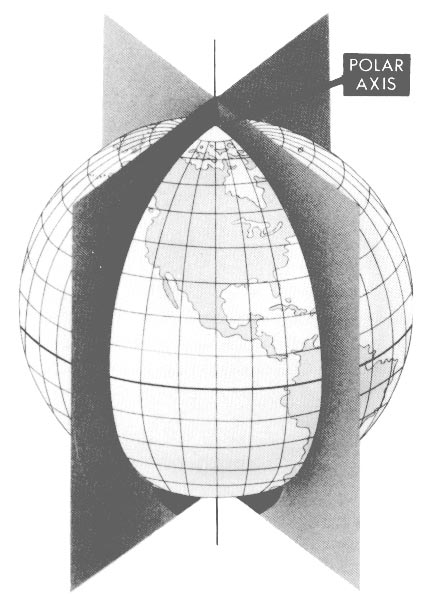
Två geodetiska meridianplan skär varandra i jordaxeln.
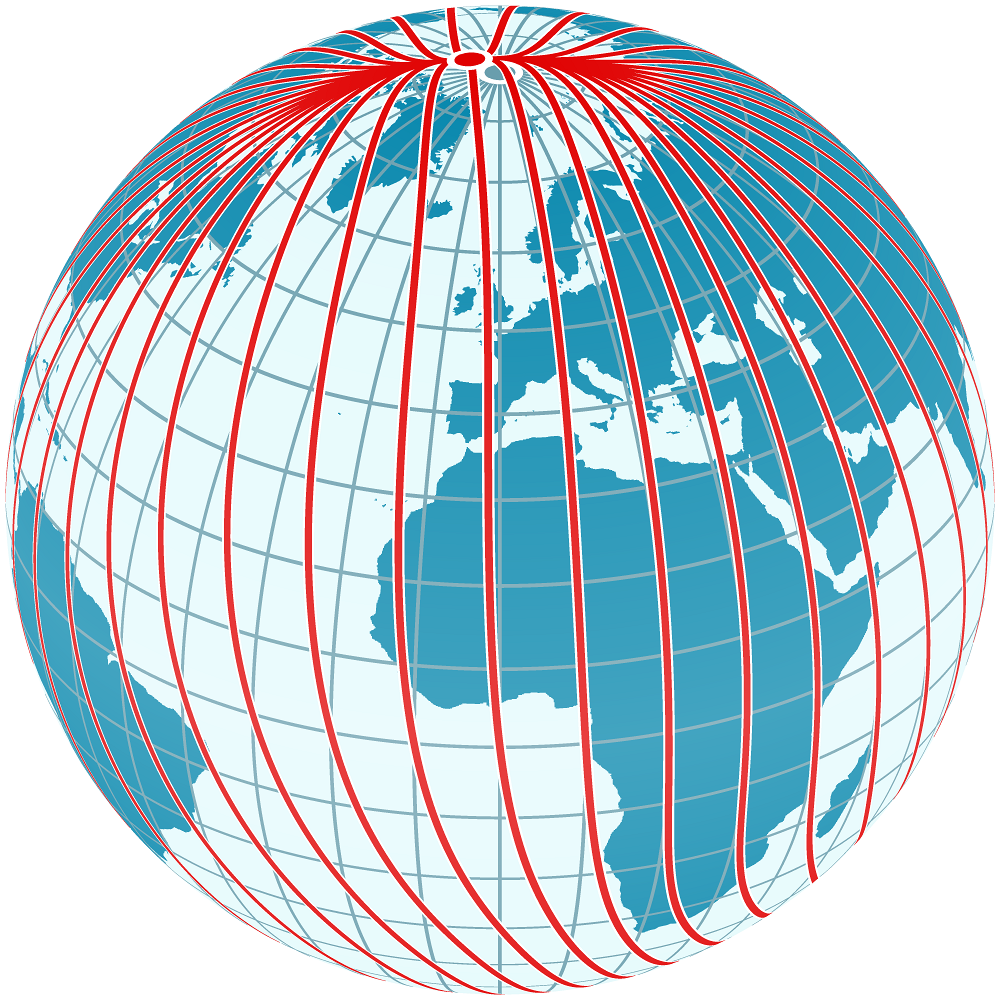
Det geomagnetiska fältets horisontella riktningskomponent vid jordytan. En punkts magnetiska meridianplan spänns upp av den lokala horisontella komponenten och lodlinjen.